# Salanoia
Salanoia is een geslacht van Madagaskarcivetkatten. Het geslacht omvat twee soorten:
- Salanoia concolor – Bruine mangoest
- Salanoia durrelli